# Donald Lapointe
Donald Lapointe (* 25. September 1936 in Disraeli, Québec) ist ein kanadischer Geistlicher der Römisch-katholischen Kirche und emeritierter Weihbischof in Saint-Jérôme.

## Leben
Donald Lapointe empfing am 23. Mai 1964 die Priesterweihe für das Bistum Sherbrooke.
Papst Johannes Paul II. ernannte ihn am 26. Oktober 2002 zum Titularbischof von Octabia und Weihbischof in Saint-Jérôme. Der Bischof von Saint-Jérôme, Gilles Cazabon OMI, spendete ihm am 13. Dezember desselben Jahres die Bischofsweihe; Mitkonsekratoren waren André Gaumond, Erzbischof von Sherbrooke, und Vital Massé, Bischof von Mont-Laurier.
Am 30. Juli 2011 nahm Papst Benedikt XVI. seinen altersbedingten Rücktritt an.